# Prestoea pubigera
Prestoea pubigera är en enhjärtbladig växtart som först beskrevs av August Heinrich Rudolf Grisebach och Hermann Wendland, och fick sitt nu gällande namn av Joseph Dalton Hooker. Prestoea pubigera ingår i släktet Prestoea och familjen Arecaceae. Inga underarter finns listade i Catalogue of Life.